# کارل هستر
کارل هستر (انگلیسی: Carl Hester؛ زادهٔ ۲۹ ژوئن ۱۹۶۷) یک سوارکار اهل بریتانیا است.
وی در مسابقات کشوری و بین‌المللی در مجموع برندهٔ ۲ مدال طلا، ۷ مدال نقره، ۱ مدال برنز شده‌است.